# Kang Deuk-soo
Kang Deuk-soo (강득수?, 康得壽?; 16 agosto 1961) è un ex calciatore sudcoreano, di ruolo attaccante.